# G8 del 2011
Il 37º meeting del G8 del 2011 si è svolto in Francia il 26 e 27 maggio 2011 a Deauville (Bassa Normandia).

## Agenda
Fu preceduto da un incontro preparatorio a Parigi, il 14 e 15 marzo 2011, fra i ministri degli esteri dei paesi del G8, per definire le strategie di politica internazionale e gli obiettivi e argomenti del successivo incontro dei capi di governo.
L'agenda del summit riguardava alcuni temi già trattati negli incontri precedenti:
- Nuovi obiettivi da definire su: Internet e innovazione nei nuovi mezzi di trasmissione dell'informazione, sviluppo dell'economia "verde" e sostenibile, sicurezza nucleare.
- La primavera araba[3]
- Nuove partnership con gli stati africani[4]
- Pace e sicurezza (tema sempre in agenda negli incontri)[2].

Argomenti specifici del summit:
- La situazione in Afghanistan;
- Rapporti fra G8 e Broader Middle East and North Africa (BMENA)
- Non proliferazione delle armi di distruzione di massa[5]
- Il traffico internazionale di cocaina
- Lotta al terrorismo
- Solidarietà al Giappone per il recente terremoto e l'incidente nucleare di Fukushima
- Altri problemi di politica e sicurezza internazionali

Al termine dell'incontro sono seguite le dichiarazioni finali e le conclusioni del dibattito consultabili negli atti ufficiali

## Partecipanti

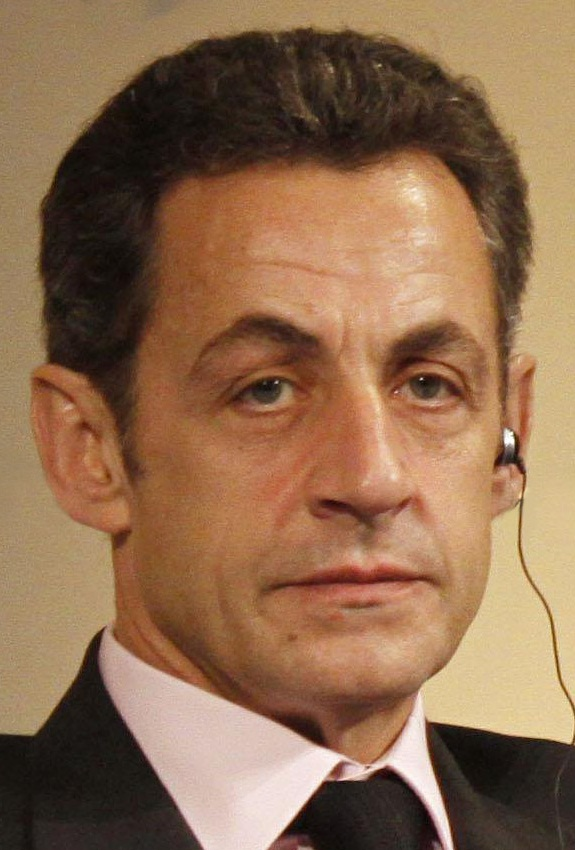
Nicolas Sarkozy Presidente della Repubblica Francese
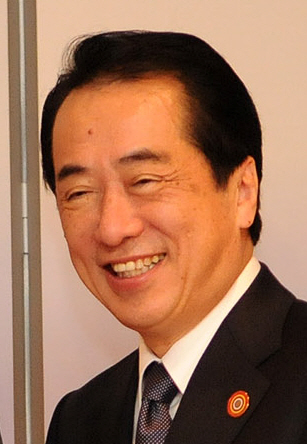
Naoto Kan Primo ministro del Giappone
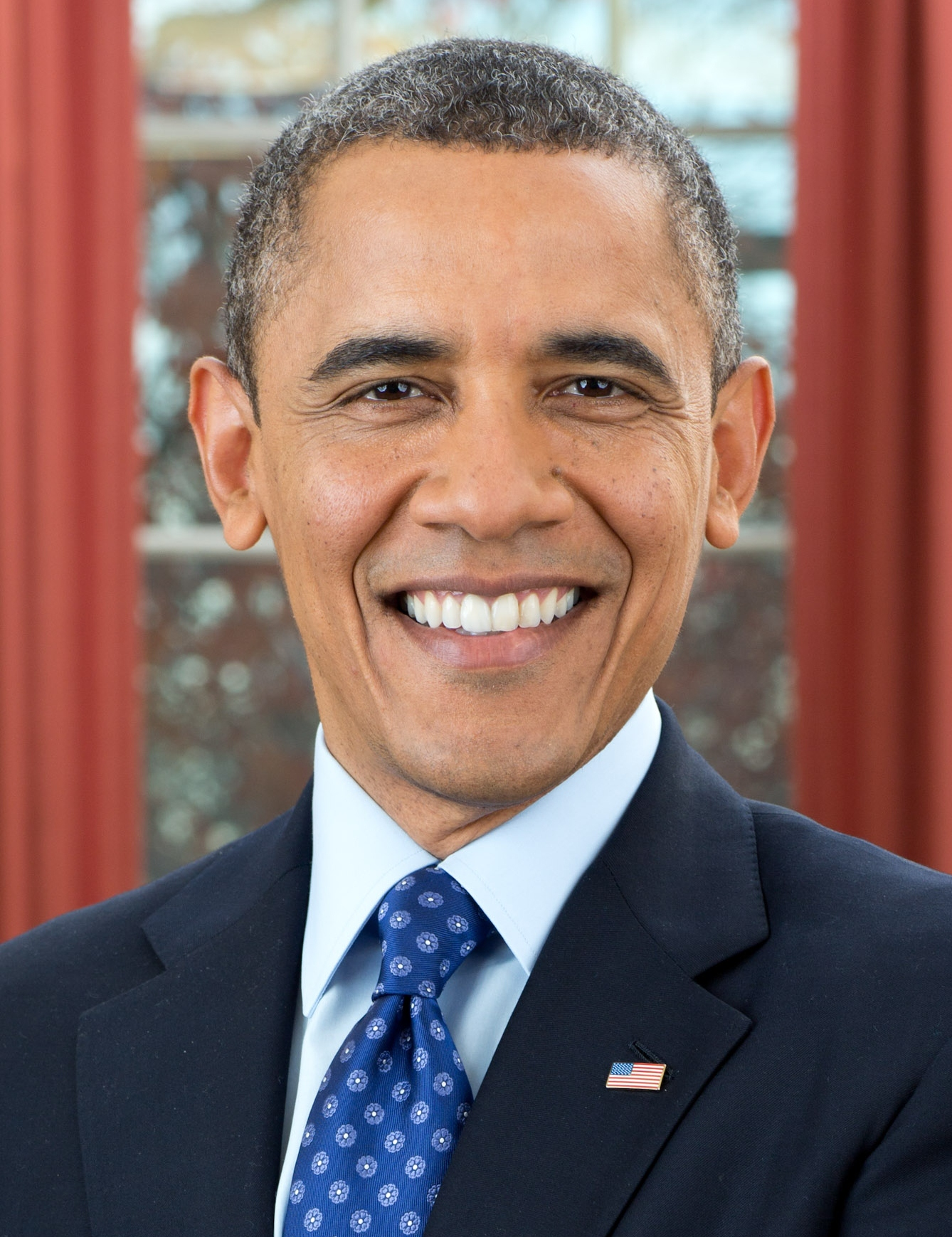
Barack Obama Presidente degli Stati Uniti
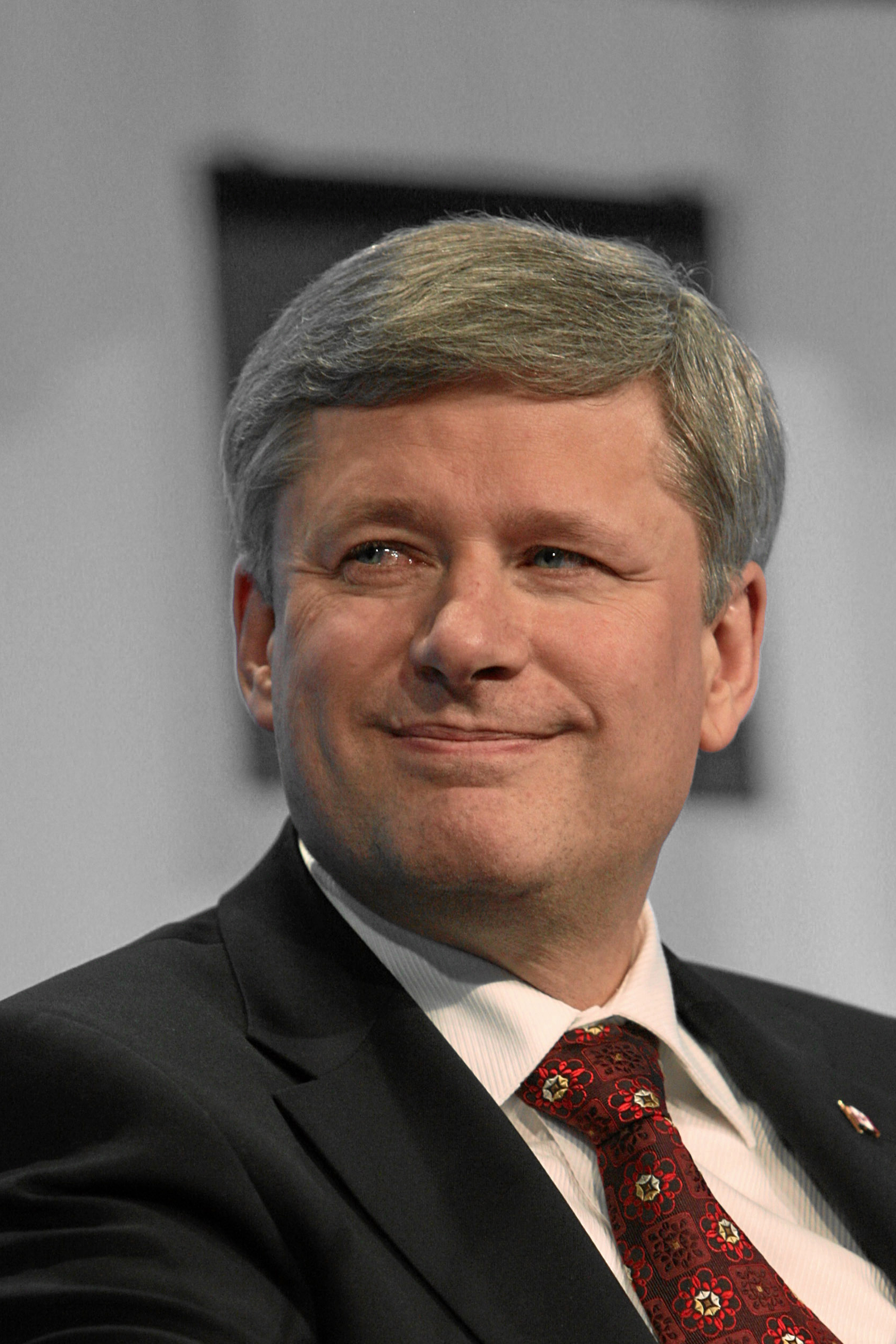
Stephen Harper Primo ministro del Canada
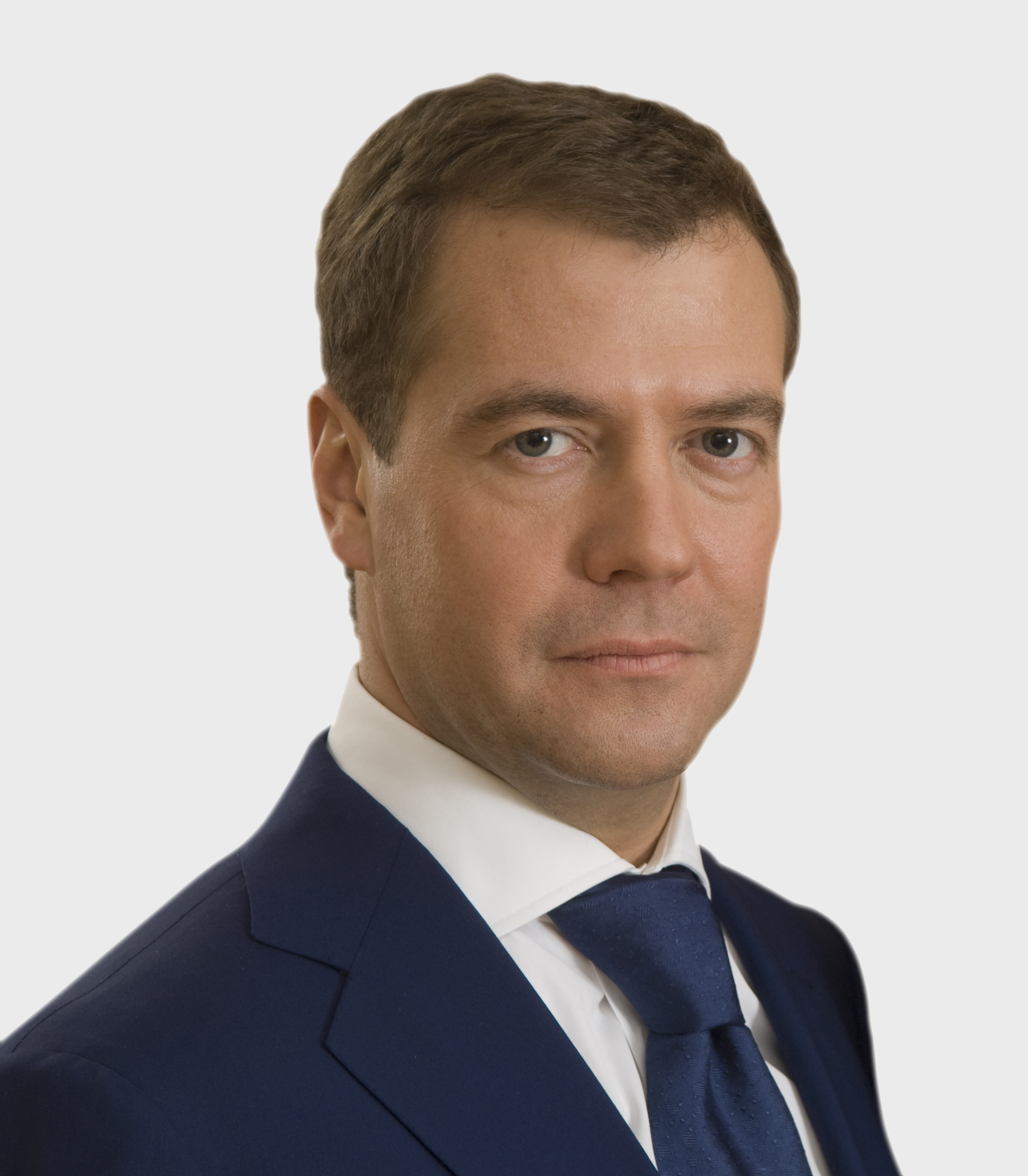
Dmitrij Medvedev Presidente della Federazione Russa
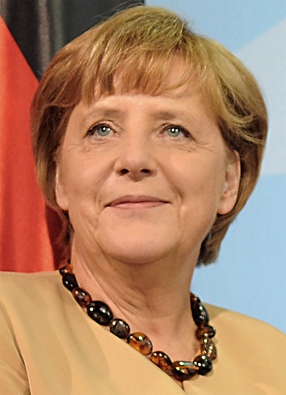
Angela Merkel Cancelliera Tedesca
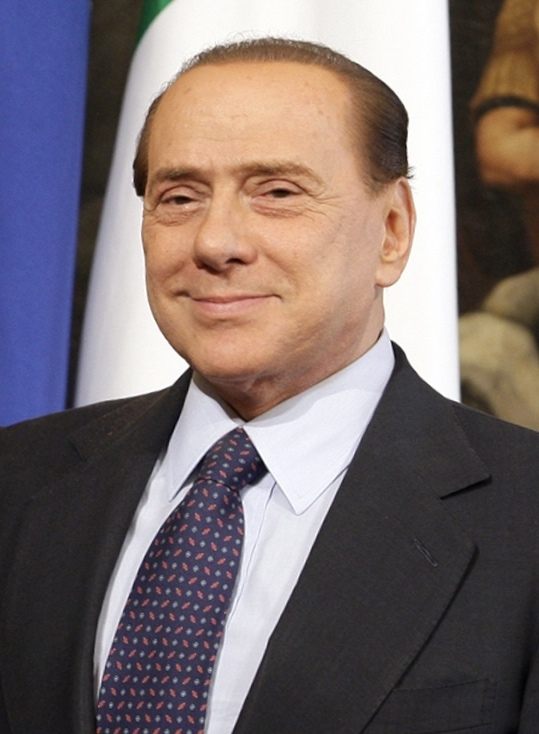
Silvio Berlusconi Presidente del Consiglio dei ministri della Repubblica Italiana
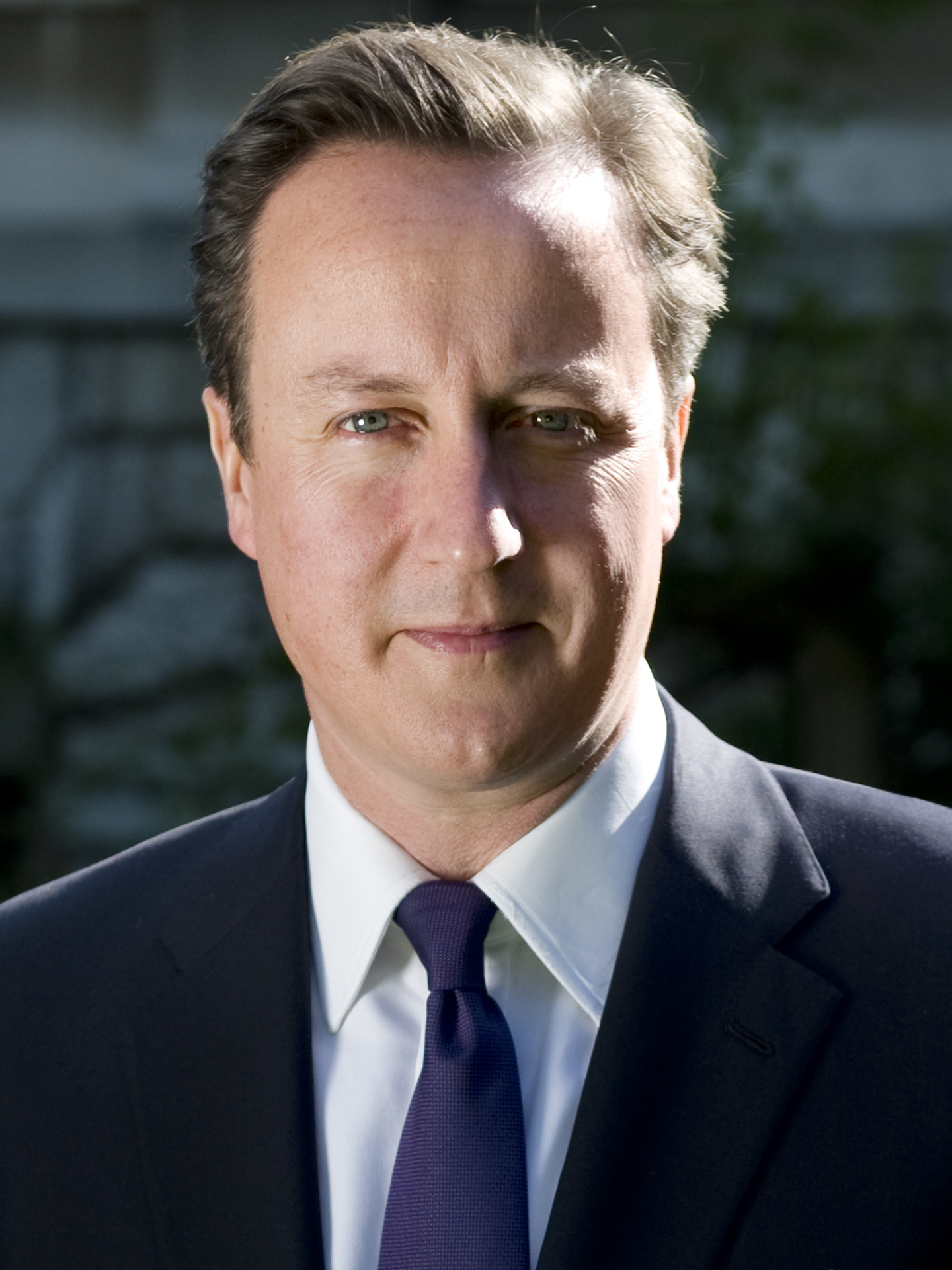
David Cameron Primo ministro del Regno Unito

In qualità di ospiti furono invitati a partecipare anche i capi di governo rappresentanti di:
- Algeria, Presidente Abdelaziz Bouteflika
- Brasile, Presidente Dilma Rousseff
- Costa d'Avorio, Presidente Alassane Ouattara
- Egitto, Presidente del Consiglio militare supremo Mohamed Hussein Tantawi
- Etiopia, Primo ministro Meles Zenawi
- Guinea equatoriale, Presidente Teodoro Obiang Nguema Mbasogo
- Messico, Presidente Felipe Calderón
- Nigeria, Presidente Goodluck Jonathan
- Senegal Presidente Abdoulaye Wade
- Sudafrica, Presidente Jacob Zuma
- Tunisia, Primo ministro Beji Caid Essebsi
- Unione Europea, Presidente della Commissione europea José Manuel Durão Barroso e il Presidente del Consiglio europeo Herman Van Rompuy

e i segretari di organizzazioni internazionali:
- Nazioni unite, Segretario Generale Ban Ki-moon
- Lega araba, Segretario generale ʿAmr Mūsā
- Unione Africana, Presidente Jean Ping
- New Partnership for Africa's Development, Segretario Jean Ping